# Бьоко, Кристино Серике
Кристино Серике Малабо Бьоко (исп. Cristino Seriche Malabo Bioko; 15 июня 1940 — 11 июня 2024, Сипопо) — политик, премьер-министр Республики Экваториальная Гвинея с 15 августа 1982 по 4 марта 1992 года при президенте Теодоро Обианге Нгема.

## Биография
Принадлежит к этнической группе буби. Как и Теодоро Обианг Нгема Мбасого, он посещал Военную академию Сарагосы с 1964 года.
Во время диктатуры Франсиско Масиаса Нгемы был губернатором острова Биоко, но в 1975 году впал в немилость и был заключён в свою деревню, а затем в тюрьму.
В 1979 году он вместе с Обиангом и другими военными участвовал в государственном перевороте, в результате которого был свергнут диктатор Франсиско Масиас Нгема, при правлении которого Серике Бьоко был заключён в тюрьму Плайя-Негра.
15 августа 1982 года, после вступления в силу Основного Закона Экваториальной Гвинеи 1982 года, Серике Бьоко вступил в должность премьер-министра Экваториальной Гвинеи. Ранее он занимал пост министра общественных работ, градостроительства и транспорта. Поскольку власть находилась в руках президента, его влияние было ограничено. После того, как в 1987 году президент Обианг основал Демократическую партию Экваториальной Гвинеи (PDGE), к ней присоединился Серике Бьоко, как и почти все политики страны. В те годы он также был депутатом от PDGE в Палате депутатов. Он занимал пост премьер-министра до 4 марта 1992 года.
Впоследствии Серике Бьоко попал в опалу и отправился в эмиграцию в Испанию. В конце 2004 года основал оппозиционную партию «Авангард защиты прав граждан» (VDDC).
Умер 11 июня 2024 года в клинике Ла-Пас в Сипопо в возрасте 83 лет.